# Малх Халкидски
Преподобни Малх је православни светитељ из 4. века.
Био је земљорадник из околине Антиохије. Од младости је живео побожно. Заробили су га Арапи, и у ропству натерали да се ожени једном црнкињом, али он њу је привео вери Христовој и поживео са њом као брат са сестром. Договорили су се и побегли из ропства, али Арапи су их замало стигли. Они су се сакрили у једну пећину, у којој су видели лавицу са младима, и уплашили се. Хришћани верују да их је Бог сачувао и да их лавица није повредила, а да је заклала једног Арапина, који је хтео ући у пећину, да ухвати бегунце. Када је стигао у своје родно место Малх је дао своју жену у женски манастир, а он је отишао у мушки. Проживео је много година тешко се подвизавајући. Преминуо је мирно у IV веку, око 390. године.
Српска православна црква слави га 26. марта по црквеном, а 8. априла по грегоријанском календару.